# サラゴサのヴィセンテ
サラゴサの聖ヴィセンテ （ポルトガル語:Vicente de Saragoça、スペイン語:Vicente de Zaragoza、カタルーニャ語: Vicent de Saragossa、304年没）は、カトリック教会、聖公会と正教会の聖人・殉教者（致命者）。スペイン語ではサラゴサのビセンテ。別名ウエスカのヴィセンテ。日本聖公会では殉教者執事ビンセント、日本正教会ではイスパニアの聖ビケンティと表記される。

## 生涯
ウエスカで生まれてサラゴサで生き、304年にディオクレティアヌス帝時代のキリスト教徒迫害で殉教した。祝日はカトリック、聖公会では1月22日、正教会では11月11日（ユリウス暦使用教会では11月24日に該当）。ワイン醸造者、酢醸造者の守護聖人。
彼の墓はバレンシアにあったことから、ヴィセンテ信仰の中心地となった。また、オビエドやピレネー山脈を越えたナルボンヌなど、サンティアゴ・デ・コンポステーラへと向かう巡礼路で信仰が盛んとなった。西ゴート王国の王レカレド1世は、聖ヴィセンテに捧げた聖堂をコルドバに建てた。この聖堂は711年にムーア人に占領された後、徹底的に破壊された上、調度品はメスキータへ持って行かれた。
12世紀頃、リスボン大聖堂にヴィセンテの聖遺物がもたらされてから、リスボンの守護聖人となっている。